# Xiling
För andra betydelser, se Xiling (olika betydelser).
Xiling är ett stadsdistrikt och säte för stadsfullmäktige i Yichang i Hubei-provinsen i centrala Kina.